# 碉堡岩
碉堡岩(英語：Fortification Rock)，在被淹沒之前曾經是科羅拉多河上的一座標誌性山丘，現在被稱為洛克島(Rock Island)，是美國內華達州克拉克郡米德湖博爾德群島(Boulder Islands)最南端和海拔高度最高的島嶼。它的海拔為1284英尺。